# コエロセラス科
コエロセラス科（学名：Coeloceratidae）は、前期ジュラ紀に生息していたエオデロセラス上科に属するアンモナイトの一科である。殻は進化し、縁側の結節から分岐した一次および二次肋を持つ窪んだ渦を持つ広い円盤状である傾向がある。含まれる種のほとんどは、冠状の内側のうねりと外側の結節のみをもっている。一般的に、コエロセラス科は中期ジュラ紀のステファノセラスに類似している。これらのアンモナイトは、かつてはエオデロセラス科のコエロセラス亜科とされていたが、現在ではこれらのアンモナイトはこの科に分類されている。
コエロセラス科に含まれる属は、コエロセラス、アポデロセラス、コエロデロセラス、ヒペルデロセラス、ピマリテス、プラエスファエロセラス、テトラスピドセラスである。中でもテトラスピドセラスは多くの結節で覆われた殻で、この科の祖先の可能性がある。
コエロセラス科はダクティリオセラス科を誕生させた。